# Spermophilus ralli
Spermophilus ralli е вид бозайник от семейство Катерицови (Sciuridae).

## Разпространение
Видът е разпространен в Казахстан, Киргизстан и Китай (Синдзян).